# James Marrison
James Marrison ist ein britischer Schriftsteller und Journalist. 

## Leben
James Marrison studierte Geschichte an der Universität Edinburgh. Seit 1996 lebt er in Buenos Aires. Er ist als freier Journalist für englische und argentinische Zeitungen und Magazine tätig. Sein Fachgebiet sind Verbrechen. So beschäftigte er sich bereits in seinem Studium mit den Ursprüngen des FBI und schrieb auch ein Sachbuch über berühmte Morde. 2015 veröffentlichte Marrison seinen ersten Kriminalroman mit dem argentinisch-englischen Ermittler Guillermo Downes.

## Kriminalromane
- Das Mädchen im Fenster (The drowning ground), dt. von Rainer Schumacher, Bastei Lübbe, Köln 2015, ISBN 978-3-404-17197-2
- Ein finsterer Ort (The sleepless ones), dt. von Anke Kreutzer, Bastei Lübbe, Köln 2017, ISBN 978-3-404-17475-1
- Stadt der Verschwundenen (Habeas corpus), dt. von Arno Hoven, Be THRILLED, Köln 2017, ISBN 978-3-7413-0041-7